# ادوار-آنری آوریل
اِدوارد-آنری آوریل (به فرانسوی: Édouard-Henri Avril) (زاده ۲۱ مه ۱۸۴۹ در الجزیره – درگذشته ۱۹۲۸ در پاریس) نقاش و هنرمند تجاری فرانسوی بود. او با نام مستعار پل آوریل تصویرگر ادبیات اروتیک بود.
آوریل پیش از آغاز حرفه خود در زمینه هنر سرباز بود. وی برای اقداماتش در جنگ فرانسه و پروس جایزه لژیون دونور را دریافت نمود.

## نگارخانه

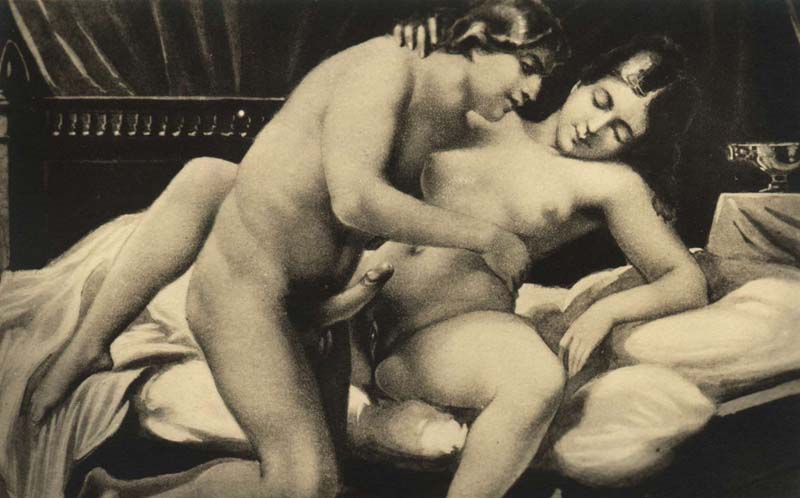
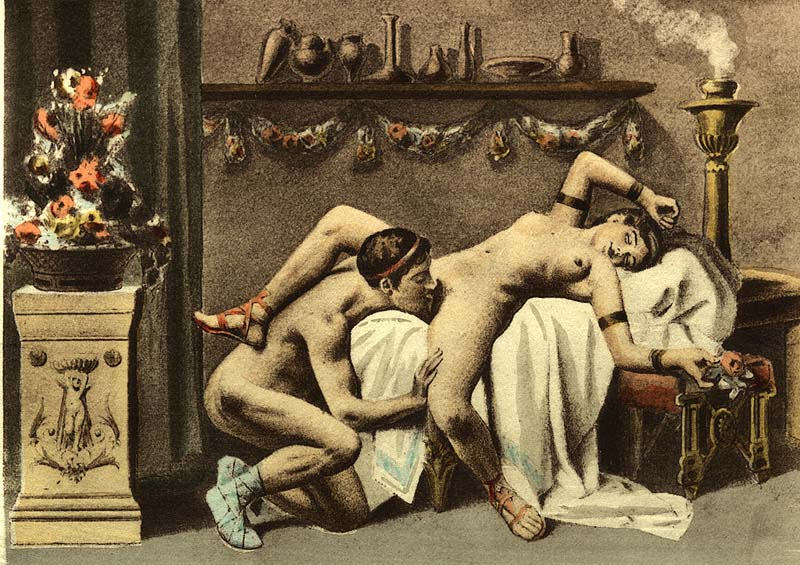
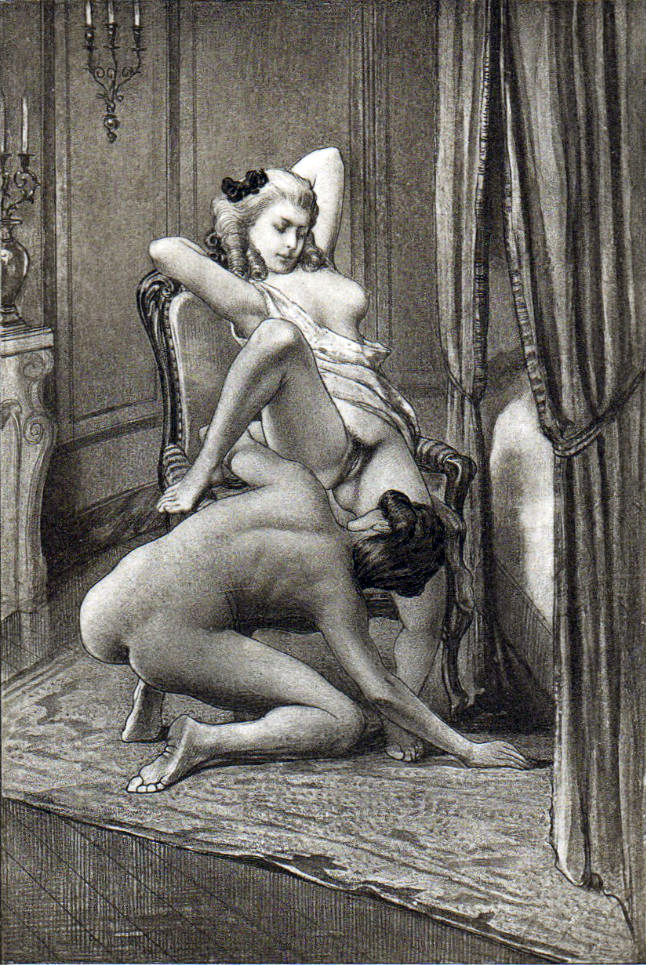
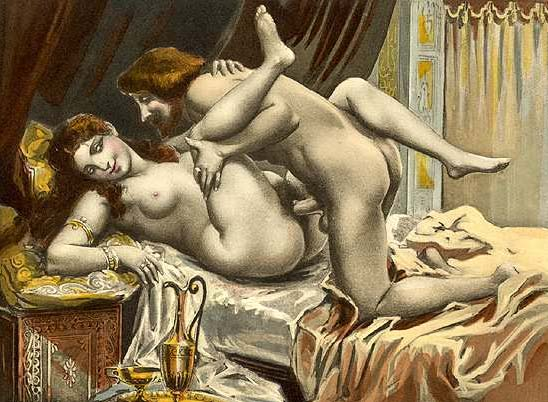
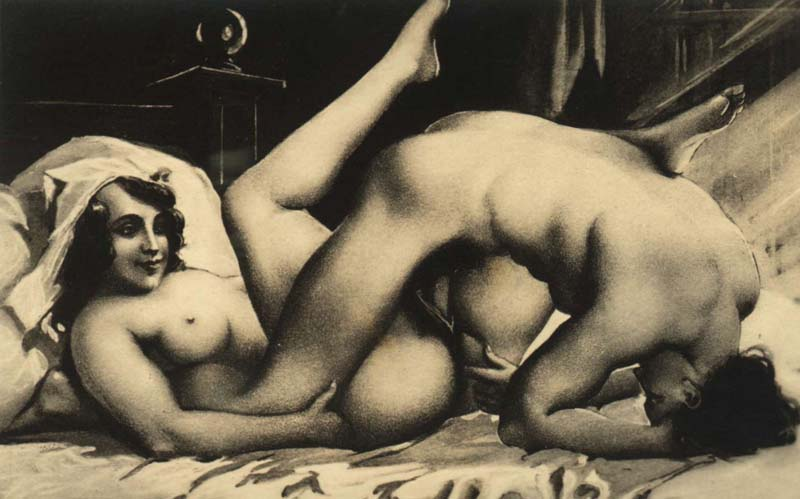
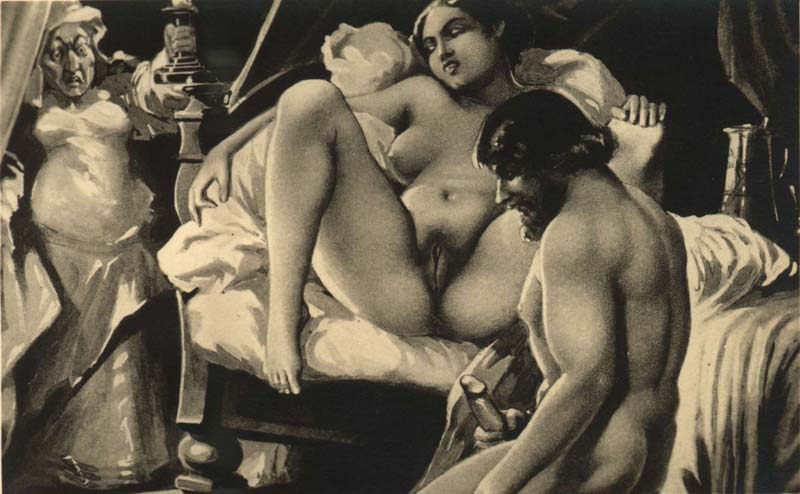
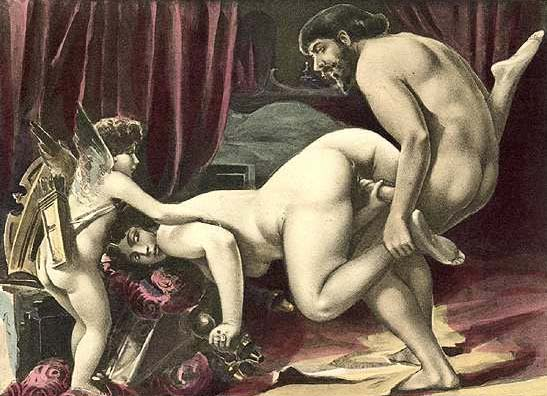
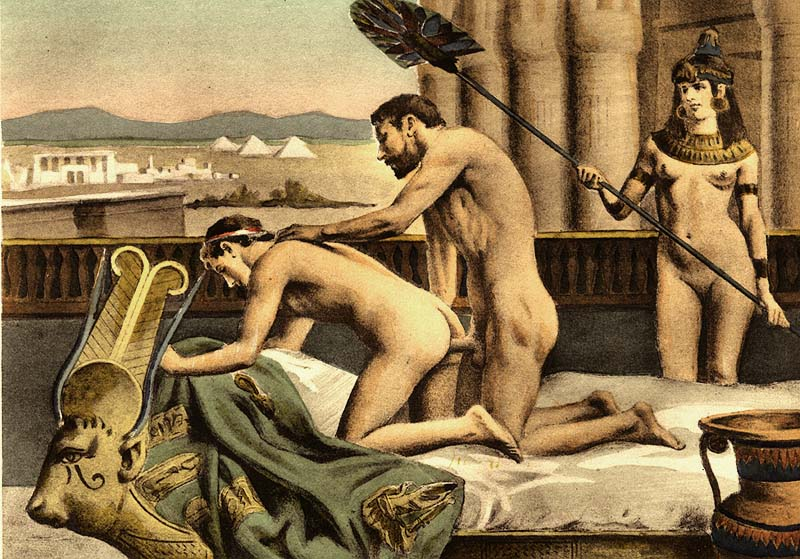
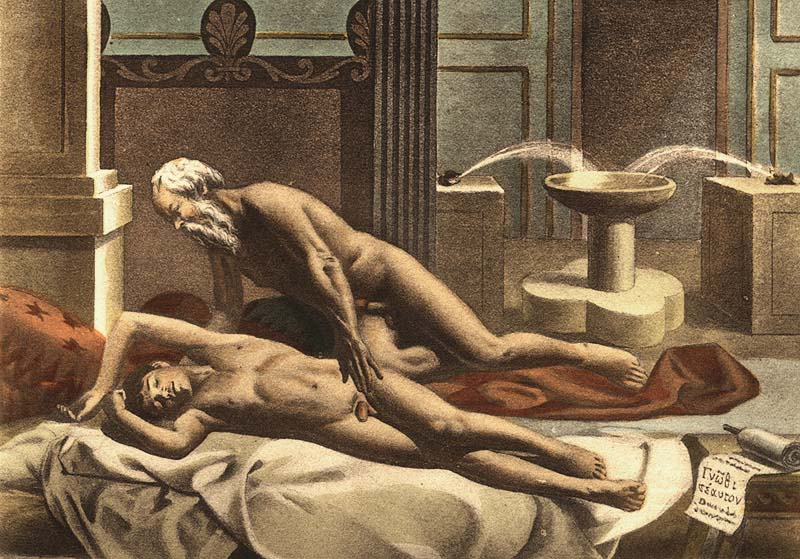
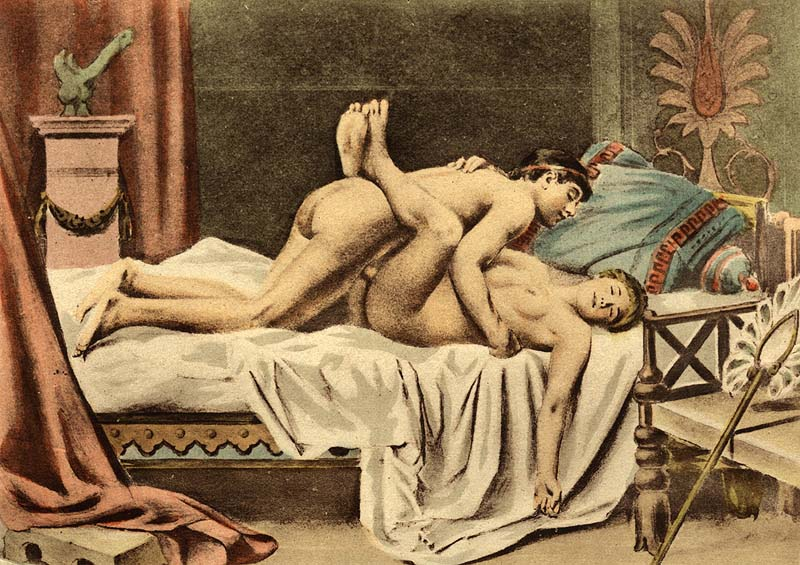
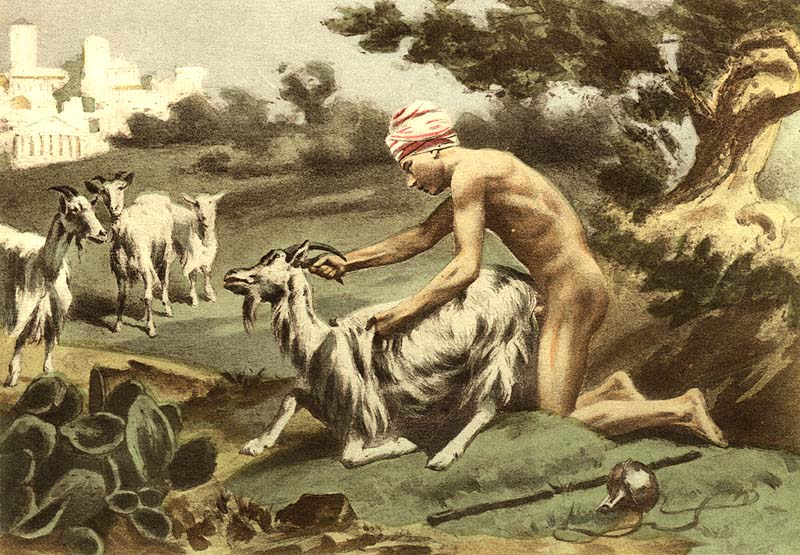
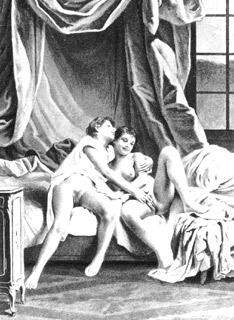
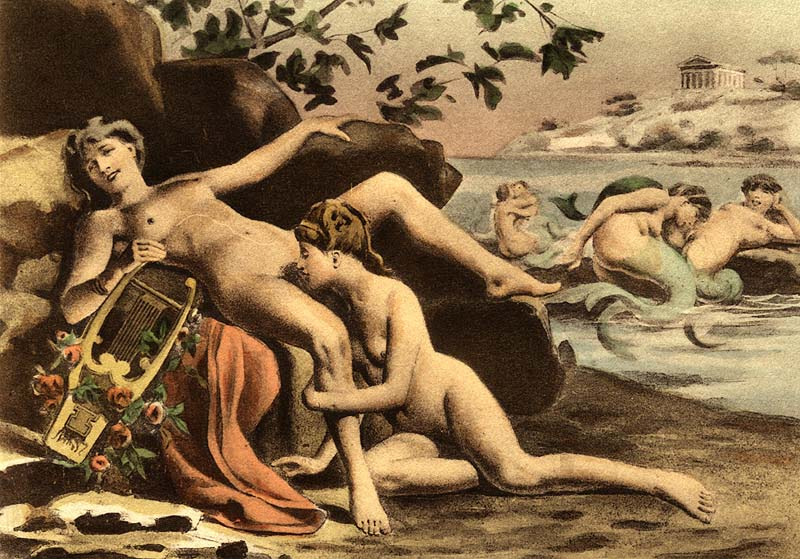
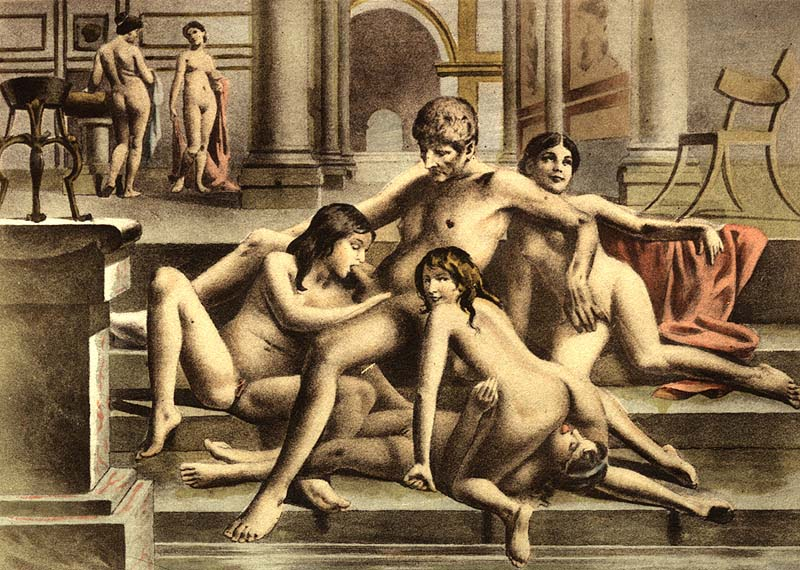
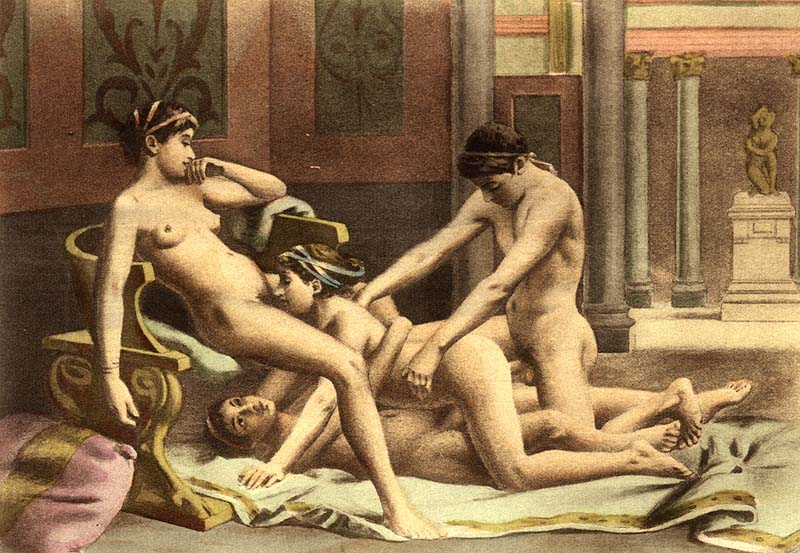
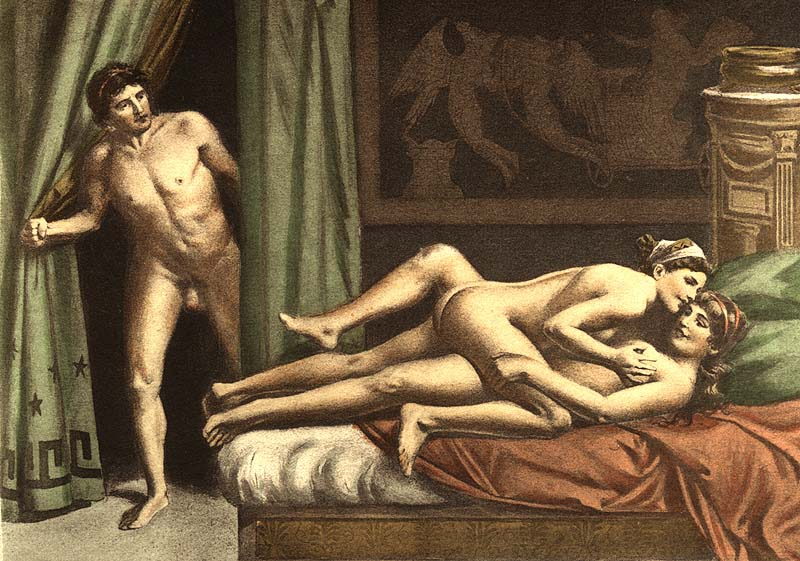
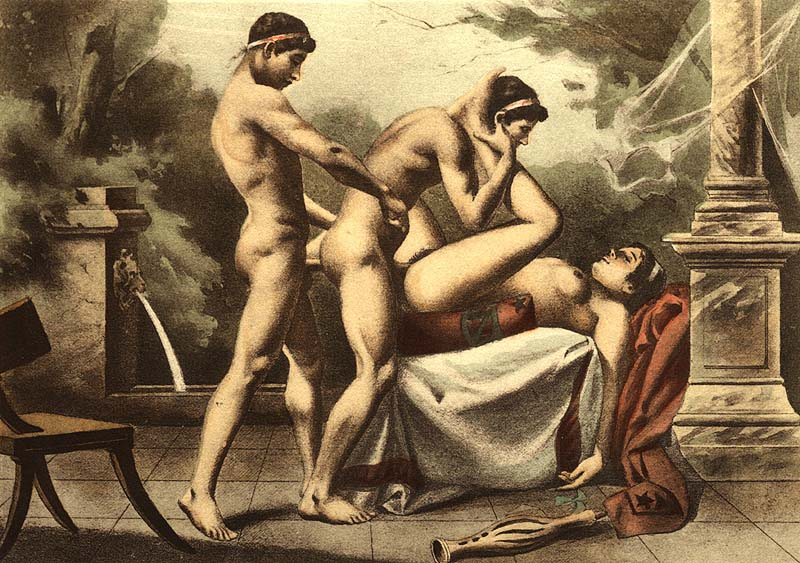